# I går, i dag og i morgen
I går, i dag og i morgen er en dansk kortfilm fra 1955 med instruktion og manuskript af Svend Aage Lorentz. Filmen er lavet for Dansk Røde Kors.

## Handling
Denne artikel mangler et handlingsreferat. Hjælp os med at skrive det.